# Lotniskowce typu Gerald R. Ford
Lotniskowce typu Gerald R. Ford – typ amerykańskich lotniskowców z napędem jądrowym, opracowanych na potrzeby United States Navy, mających zastąpić okręt USS „Enterprise” (CVN-65) oraz jednostki typu Nimitz, stanowiące trzon amerykańskiej floty. Pierwsza jednostka tego typu, USS „Gerald R. Ford” (CVN-78) została zamówiona w 2008 roku, a do służby weszła w 2017 roku. Łącznie zbudowanych ma zostać dziesięć okrętów typu Gerald R. Ford.
Okręty mają mieć wyporność 100 000 długich ton, długość 332,8 metrów, a na pokład mają zabierać 75-90 samolotów i śmigłowców. Podstawowe wyposażenie lotniskowców mają stanowić myśliwce F-35C Lightning II oraz F/A-18E/F Super Hornet, samoloty wczesnego ostrzegania E-2D Hawkeye, samoloty walki elektronicznej EA-18G Growler, śmigłowce MH-60R/S Seahawk/Knighthawk, a także bezzałogowe aparaty latające.
Okręt może operować bez ponownego zasilania przez okres nawet 20 lat.
Przewidywany okres służby okrętów wynosi, podobnie jak w przypadku ich poprzedników, 50 lat.

## Okręty
- USS „Gerald R. Ford” (CVN-78) – wszedł do służby 22 lipca 2017 roku[2]
- USS „John F. Kennedy” (CVN-79) – planowane wejście do służby w 2025 roku[5]
- USS „Enterprise” (CVN-80)[6] – planowane wejście do służby w 2028 roku[5]
- USS „Doris Miller” (CVN-81) - okręt zamówiony[7]